# Nove, Kiev-Sveatoșîn
Nove (în ucraineană Нове) este un sat în comuna Tarasivka din raionul Kiev-Sveatoșîn, regiunea Kiev, Ucraina.

## Demografie
Componența lingvistică a localității Nove
     Ucraineană (92,01%)
     Rusă (7,99%)
Conform recensământului din 2001, majoritatea populației localității Nove era vorbitoare de ucraineană (92,01%), existând în minoritate și vorbitori de rusă (7,99%).